# Microrégion de Chapecó
La microrégion de Chapecó est l'une des cinq microrégions qui subdivisent la région Ouest de l'État de Santa Catarina au Brésil.
Elle comporte trente-huit municipalités qui regroupaient 405 123 habitants après le recensement de 2010 pour une superficie totale de 6 048 km2.

## Municipalités
- Águas de Chapecó
- Águas Frias
- Bom Jesus do Oeste
- Campo Erê
- Caxambu do Sul
- Caibi
- Chapecó
- Cordilheira Alta
- Coronel Freitas
- Cunha Porã
- Cunhataí
- Flor do Sertão
- Formosa do Sul
- Guatambú
- Iraceminha
- Irati
- Jardinópolis
- Maravilha
- Modelo
- Nova Erechim
- Nova Itaberaba
- Novo Horizonte
- Palmitos
- Pinhalzinho
- Planalto Alegre
- Quilombo
- Saltinho
- Santa Terezinha do Progresso
- Santiago do Sul
- São Bernardino
- São Carlos
- São Lourenço do Oeste
- São Miguel da Boa Vista
- Saudades
- Serra Alta
- Sul Brasil
- Tigrinhos
- União do Oeste